# Meringopus suspicabilis
Meringopus suspicabilis är en stekelart som först beskrevs av Kokujev 1905.  Meringopus suspicabilis ingår i släktet Meringopus och familjen brokparasitsteklar. Inga underarter finns listade i Catalogue of Life.